# New Zealand Film and Television Awards
Le terme New Zealand Film and Television Awards fait référence aux récompenses de cinéma et de télévision néo-zélandaises, qui ont été renommés à de nombreuses reprises.

## Historique
Les récompenses de cinéma et de télévision en Nouvelle-Zélande ont connu plusieurs noms depuis les années 1960 :
- 1965-1966 : National TV Awards, décernés par The New Zealand Television Workshop
- 1970-1985 : New Zealand Feltex Awards, sponsorisés par Feltex
- 1986-2003 : Guild of Film and Television Arts Awards (GOFTA Awards), organisés par la Guild of Film and Television Arts (fusion avec le cinéma jusqu'en 2000 puis à nouveau séparé)
- 2005-2008 :
  - Qantas Television Awards, organisés par le New Zealand Television Broadcasters Council
  - New Zealand Screen Awards, organisés par la Screen Directors Guild of New Zealand
- 2008-2011 : Aotearoa Film and Television Awards (fusion des deux ci-dessus)
- depuis 2012 :
  - New Zealand Television Awards, organisés par ThinkTV
  - Sorta Unofficial New Zealand Film Awards (Moas), organisés par The New Zealand Herald

## Cérémonies
| Année | Télévision                                              | Cinéma                                                |
| ----- | ------------------------------------------------------- | ----------------------------------------------------- |
| 1965  | 1965 New Zealand Television Workshop National TV Awards | Pas de récompense de cinéma                           |
| 1966  | 1966 New Zealand Television Workshop National TV Awards | Pas de récompense de cinéma                           |
| 1967  | Pas de récompense de télévision                         | Pas de récompense de cinéma                           |
| 1968  | Pas de récompense de télévision                         | Pas de récompense de cinéma                           |
| 1969  | Pas de récompense de télévision                         | Pas de récompense de cinéma                           |
| 1970  | 1970 New Zealand Feltex Awards                          | Pas de récompense de cinéma                           |
| 1971  | 1971 New Zealand Feltex Awards                          | Pas de récompense de cinéma                           |
| 1972  | 1972 New Zealand Feltex Awards                          | Pas de récompense de cinéma                           |
| 1973  | 1973 New Zealand Feltex Awards                          | Pas de récompense de cinéma                           |
| 1974  | 1974 New Zealand Feltex Awards                          | Pas de récompense de cinéma                           |
| 1975  | 1975 New Zealand Feltex Awards                          | Pas de récompense de cinéma                           |
| 1976  | 1976 New Zealand Feltex Awards                          | Pas de récompense de cinéma                           |
| 1977  | 1977 New Zealand Feltex Awards                          | Pas de récompense de cinéma                           |
| 1978  | 1978 New Zealand Feltex Awards                          | Pas de récompense de cinéma                           |
| 1979  | 1979 New Zealand Feltex Awards                          | Pas de récompense de cinéma                           |
| 1980  | 1980 New Zealand Feltex Awards                          | Pas de récompense de cinéma                           |
| 1981  | 1981 New Zealand Feltex Awards                          | Pas de récompense de cinéma                           |
| 1982  | 1982 New Zealand Feltex Awards                          | Pas de récompense de cinéma                           |
| 1983  | 1983 New Zealand Feltex Awards                          | Pas de récompense de cinéma                           |
| 1984  | 1984 New Zealand Feltex Awards                          | Pas de récompense de cinéma                           |
| 1985  | 1985 New Zealand Feltex Awards                          | Pas de récompense de cinéma                           |
| 1986  | 1986 Listener Gofta Awards                              | 1986 Listener Gofta Awards                            |
| 1987  | 1987 Listener Gofta Awards                              | 1987 Listener Gofta Awards                            |
| 1988  | 1988 Listener Gofta Awards                              | 1988 Listener Gofta Awards                            |
| 1989  | 1989 Listener Gofta Awards                              | 1989 Listener Gofta Awards                            |
| 1990  | Pas de récompense de télévision                         | 1990 NZ Film Awards                                   |
| 1991  | Pas de récompense de télévision                         | 1991 NZ Film Awards                                   |
| 1992  | Pas de récompense de télévision                         | Pas de récompense de cinéma                           |
| 1993  | 1993 Film & TV Awards                                   | 1993 Film & TV Awards                                 |
| 1994  | 1994 TV Guide Film & Television Awards                  | 1994 TV Guide Film & Television Awards                |
| 1995  | 1995 TV Guide Film & Television Awards                  | 1995 TV Guide Film & Television Awards                |
| 1996  | 1996 TV Guide Film & Television Awards of New Zealand   | 1996 TV Guide Film & Television Awards of New Zealand |
| 1997  | 1997 TV Guide Film & Television Awards of New Zealand   | 1997 TV Guide Film & Television Awards of New Zealand |
| 1998  | 1998 TV Guide Television Awards                         | Pas de récompense de cinéma                           |
| 1999  | 1999 TV Guide Television Awards                         | 1999 Nokia New Zealand Film Awards                    |
| 2000  | 2000 TV Guide Television Awards                         | 2000 Nokia New Zealand Film Awards                    |
| 2001  | Pas de récompense de télévision                         | 2001 Nokia New Zealand Film Awards                    |
| 2002  | 2002 TV Guide NZ Television Awards                      | Pas de récompense de cinéma                           |
| 2003  | 2003 New Zealand Television Awards                      | 2003 New Zealand Film Awards                          |
| 2004  | Pas de récompense de télévision                         | Pas de récompense de cinéma                           |
| 2005  | 2005 Qantas Television Awards                           | 2005 New Zealand Screen Awards                        |
| 2006  | 2006 Qantas Television Awards                           | 2006 Air New Zealand Screen Awards                    |
| 2007  | 2007 Qantas Television Awards                           | 2007 Air New Zealand Screen Awards                    |
| 2008  | 2008 Qantas Film and Television Awards                  | 2008 Qantas Film and Television Awards                |
| 2009  | 2009 Qantas Film and Television Awards                  | 2009 Qantas Film and Television Awards                |
| 2010  | 2010 Qantas Film and Television Awards                  | 2010 Qantas Film and Television Awards                |
| 2011  | 2011 Aotearoa Film and Television Awards                | 2011 Aotearoa Film and Television Awards              |
| 2012  | 2012 New Zealand Television Awards                      | 2012 Sorta Unofficial New Zealand Film Awards         |